# Tresviri capitales
Die tresviri capitales waren römische Magistrate, die erstmals um 290 v. Chr. bezeugt sind. Es handelte sich um niedere römische Beamte, die Teil des Vigintisexvirats waren.

## Bedeutung
Anfänglich wurden die tresviri von den Konsuln ernannt; später, auf der Grundlage eines Gesetzes (lex Papiria), entwickelte sich das Amt zu einem Wahlamt. Sie sind auch noch unter der Bezeichnung tresviri nocturni bis in das 3. Jahrhundert n. Chr. bezeugt, obwohl mit einer Reform des Augustus die tresviri capitales in ihrem Aufgabenbereich durch das Amt des Stadtpräfekten (praefectus urbi) abgelöst wurden und an Bedeutung verloren. Theodor Mommsen sieht in den tresviri capitales Vollzugsbeamte, die durch ihr Mandat die konsularische Strafgewalt über Sklaven und Nichtbürger ausüben konnten. Nach neuerer Forschung wird den tresviri capitales jedoch zusätzlich eigenständige Polizeigewalt und Gerichtsbarkeit zugesprochen, die sie weniger von Amts wegen aber auf Anzeige hin (nomen deferre) ausübten. Marcus Tullius Cicero schildert in seiner Rede pro Cluentio eine Begebenheit, bei dem der tresvir Quintius Manlius, aufgrund des Geständnisses eines Mörders die zwangsweise Vorladung gegen den mutmaßlichen Anstifter der Tat anordnete und das Verfahren gegen diesen wieder einstellte. Teile der Forschung nehmen an, die Zuständigkeit der tresviri habe – neben Sklaven und Ausländern – auch die römische Unterschicht umfasst. Die Jurisdiktion über die oberen Schichten habe dem Prätor oblegen. Die Beamten trugen den Spitznamen tresviri nocturni.

## Repressive Aufgaben
In die Zuständigkeit der tresviri capitales fiel die Verfolgung und Ahndung von Gewalt- und Eigentumsdelikten (Kapitaldelikte). In einem Ermittlungsverfahren, in dem auch die Folterung gegen Unfreie zur Anwendung kam, wurden geständige oder auf frischer Tat betroffene Brandstifter, Giftmischer, Mörder und Diebe nach einem Schnellverfahren abgeurteilt. Ebenso wurde mit Betroffenen, die gefährliche Waffen in Mordabsicht oder diese zur Begehung eines anderen Verbrechens bei sich trugen, verfahren. Bei nicht geständigen Beschuldigten und bei unklarer Sachlage entschied der Triumvir nach Beratung mit seinem Beirat (consilium), der sich aus Laienrichtern zusammensetzte, über Schuld oder Unschuld des Angeklagten. Die Rechtsfolge der Todesstrafe wurde in der Regel unmittelbar nach ihrer Verhängung unter Aufsicht der tresviri capitales vollstreckt.

## Präventive Aufgaben
Zu den weiteren Aufgaben der tresviri capitales gehörte die allgemeine Gefahrenabwehr, die Rückführung von entflohenen Sklaven und die Aufsicht über das Staatsgefängnis. In der Nacht wurden Präventionsstreifen zum Zweck der Brandverhütung durchgeführt. Sklaven, die bei den Streifen ohne einen plausiblen Grund in der Stadt angetroffen wurden, konnten festgenommen und ausgepeitscht werden. Anschließend wurden die Sklaven den Eigentümern zugeführt, oder sie wurden von einem Berechtigten aus dem Staatsgefängnis herausgelöst.
Die tresviri capitales verfügten zur Erfüllung ihrer Aufgaben über einen Personalkörper, der sich vermutlich aus Staatssklaven zusammensetzte. Deren Tätigkeiten bestand neben feuerbekämpfenden Maßnahmen auch in Vollzugs- und Schutzaufgaben. So wurden sie vermutlich im Auftrag des Senats anlässlich des Bacchanalienskandals bei Bewachung der Stadttore und Inhaftierung der Flüchtenden sowie zum Schutz des Staates während der Unruhen der catilinarischen Verschwörung eingesetzt.
Die genaue Organisationsstruktur der tresviri capitales ist unbekannt. Möglich, aber rein spekulativ ist die Annahme, dass die drei Tresviri jeweils einen örtlichen Zuständigkeitsbereich, aufgeteilt in Stadtbezirke (tribus urbanae), betreuten.